# Йоанис Цангаридис
Йоанис Цангаридис (на гръцки: Ιωάννης Τσαγγαρίδης) е гръцки офицер и революционер, деец на Гръцката въоръжена пропаганда в Македония от началото на ΧΧ век.

## Биография
Роден е в 1887 година в Лапитос, Кипър, тогава под британска власт, в семейството на Христофис Цангаридис. В 1904 година отива да учи химия в Атина. Напуска обучението си и се присъединява като доброволец към чета, участваща в Гръцката пропаганда в Македония. След завръщането си постъпва в гръцката армия и учи във военно училище. Участва в Балканската война в 1912 година и се сражава при Сарандапоро и в освобождението на Кожани, Корча и Солун. Взима участие и в Междусъюзническата война срещу България. Участва в Гръцко-турската война (1919 - 1922), в която се отличава. Ранен е в битката при Кале Грото и напуска фронта през август 1921 година. В 1935 година е повишен в генерал-майор, но поради несъгласие с диктатора Йоанис Метаксас е заточен първо на Сифнос, а после на Икария. Умира на 31 март 1939 година.
Брат му Теофанис Цангаридис е водач на антибритански бунтове на Кипър в 1931 година, а другият му брат Одисеас Цангаридис е виден архитект.
В 1987 година издателство „Естия“ публикува мемоарите му „Дневникът на един генерал. Страници от модерната гръцка история“ (Το ημερολόγιο ενός στρατηγού: Σελίδες νεοελληνικής ιστορίας).